# Alpro
Alpro est une entreprise agroalimentaire basée à Gand (Belgique), qui commercialise des produits biologiques et non biologiques, non génétiquement modifiés,, à base de plantes, tels que des aliments et boissons à base de soja, de vanille, de chocolat. 
En 2000, Alpro employait 2 400 salariés dans 16 usines de production réparties dans 10 pays.
L'entreprise a été rachetée par le groupe Danone en 2016, en même temps que la marque Provamel.